# آرورا پرینو
آرورا پرینو (انگلیسی: Aurora Perrineau؛ زادهٔ ۲۳ سپتامبر ۱۹۹۴) بازیگر اهل ایالات متحده آمریکا است. پدر او هارولد پرینو بازیگر و مادرش بریتانی رابینسون پرینو، بازیگر و مدل سابق تامی هایلفیگر و لیز کلیبورن در دهه ۱۹۹۰ بودند. وی در سن ۱۶ سالگی، به عنوان مدل با شرکت «کلیک مادل منجمنت» قرارداد امضا کرد.
از فیلم‌ها یا برنامه‌های تلویزیونی که وی در آن نقش داشته است، می‌توان به وقتی آن‌ها ما را می‌بینند، وست‌ورلد، دروغ‌گوهای کوچک زیبا، در جستجوی زندگی، عجایب طبیعت، برابرها، مسافران، و جرئت یا حقیقت اشاره کرد.